# Autobiographie d'une courgette
Autobiographie d'une courgette est un roman de l'écrivain français Gilles Paris, paru en 2002 à Paris chez Plon. Il relate l'histoire d'un petit garçon qui devient orphelin et est accueilli dans un orphelinat, en France, dans les années 2000. Écrit à la première personne, du point de vue du protagoniste, le roman tente d'évoquer de façon réaliste le quotidien des orphelins en France. Ce livre a fait l'objet d'adaptations à la télévision et au cinéma.

## Résumé
Ce roman raconte la vie d'Icare alias Courgette, un jeune garçon de 9 ans qui vit seul avec sa mère alcoolique depuis le jour où son père est parti « faire le tour du monde avec une poule ». Il se cache souvent dans son grenier car c'est le seul endroit où sa mère, qui le bat tout le temps, ne peut monter pour le frapper car elle a une jambe raide depuis un accident de voiture. Au grenier, il joue avec des pommes et regarde le petit voisin qui joue avec les cochons de son père, dans le jardin.
Un jour où sa mère est en pleine déprime et s'en prend au ciel, Icare trouve le revolver de celle-ci en fouillant dans ses affaires et essaie de « tuer le ciel, qui a fait partir son papa avec une poule et boire sa maman ». Sa mère tente de lui enlever l'arme, mais le coup part, qui blesse mortellement sa mère. Après cet accident dramatique, Icare est placé aux Fontaines, un foyer pour enfants.
Sa vie change radicalement, avec Rosy, l'éducatrice, les autres « zéduc' », François, Michel, Pauline la « sale petite grue », Charlotte et Mme Papineau la directrice, mais surtout les copains : Ahmed qui fait pipi au lit, les frères Chafouin, Boris et Antoine et leur « jeu du dictionnaire », Jujube, qui passe son temps à manger, Alice qui a toujours les cheveux dans les yeux, Béatrice qui se met les doigts dans le nez, Simon, qui sait tout de ses copains, mais au passé dont personne ne sait rien, mais surtout Raymond, le « gentil gendarme » et son fils et Camille, dont il tombe amoureux.

## Adaptations
Ce roman a été adapté pour la télévision en 2007 par Luc Béraud, sous le titre C'est mieux la vie quand on est grand. Il a été adapté au cinéma en 2016 par le réalisateur Claude Barras sous le titre Ma vie de Courgette.
En mai 2021 est publiée une adaptation en bandes dessinées aux éditions Philéas, catalogue commun aux groupes Editis et Steinkis. Ingrid Chabbert en assume l'adaptation pour le dessin de Camille K.

## Éditions
- Autobiographie d'une courgette, Paris, Plon, 2002, 226  p.,  (ISBN 9782259194440).
- Autobiographie d'une courgette, Paris, Editions J'ai Lu, 2009.
- Autobiographie d'une courgette, Paris, Editions Flammarion, 2013  (ISBN 9782081300569)